# Münchenbuchsee
Münchenbuchsee (toponimo tedesco; fino al XIX secolo Buchsee) è un comune svizzero di 10 079 abitanti del Canton Berna, nella regione di Berna-Altipiano svizzero (circondario di Berna-Altipiano svizzero).

## Storia
Münchenbuchsee viene menzionato per la prima volta nel 1180 come "Buhse"; nel XIX secolo ha cambiato denominazione in "Münchenbuchsee" per evitare confusione con Herzogenbuchsee nella regione dell'Emmental-Alta Argovia, anch'esso nel Canton Berna.

## Monumenti e luoghi d'interesse

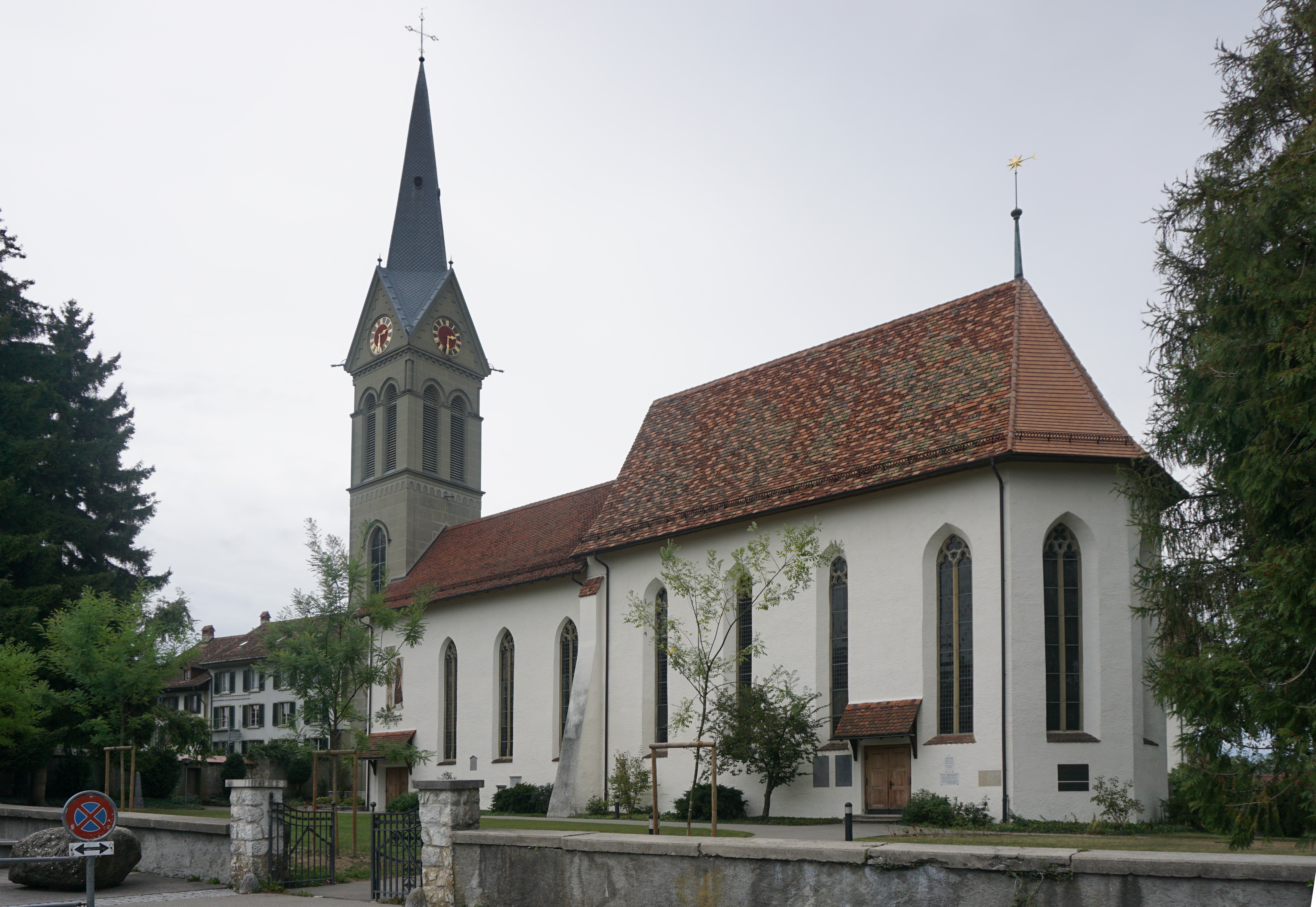
La chiesa riformata

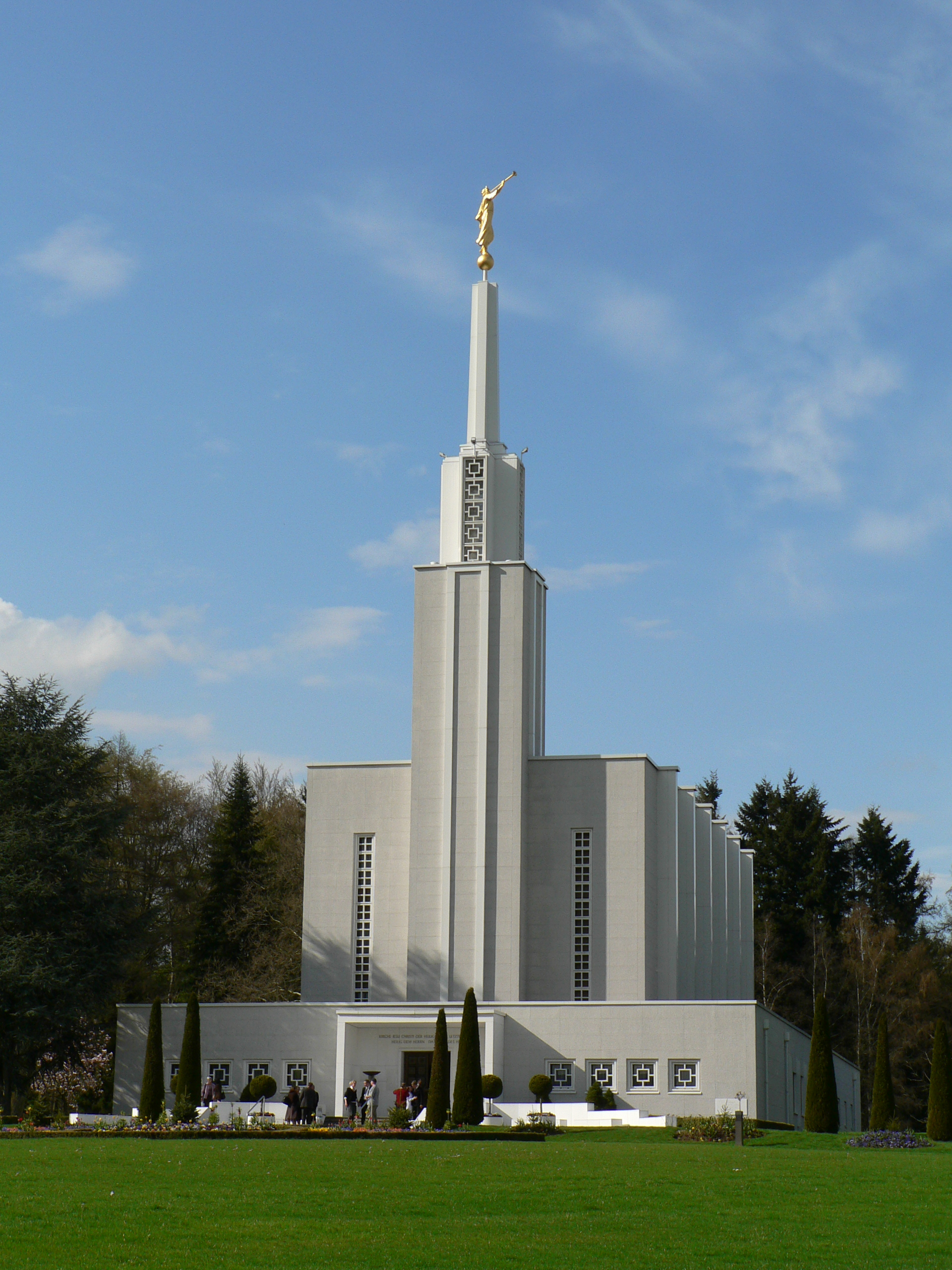
Il tempio mormone

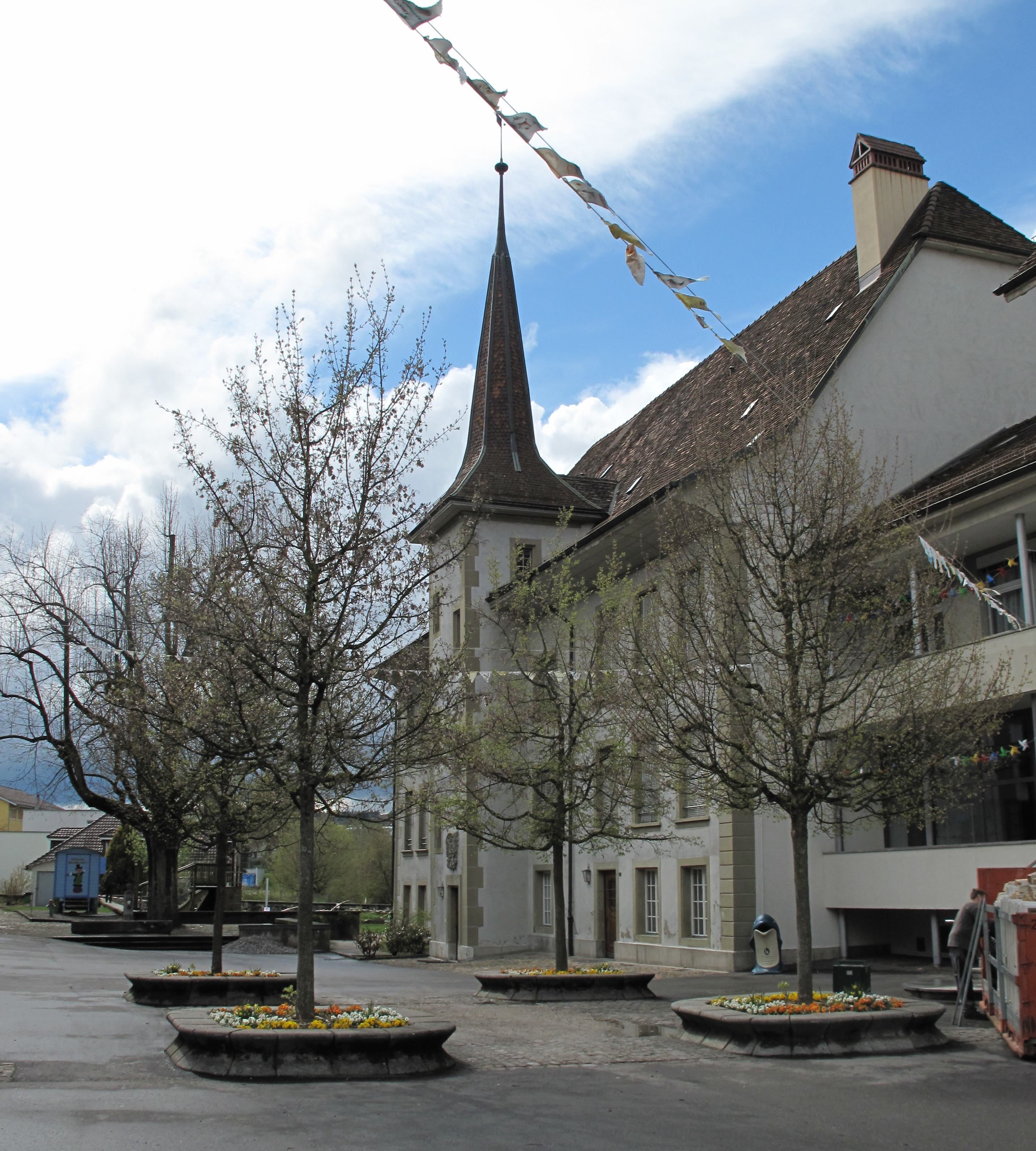
Il castello di Münchenbuchsee

- Chiesa riformata, eretta nel 1260-1280[1];
- Tempio mormone, il più antico in Europa la cui costruzione ebbe inizio nel 1953, meta di pellegrinaggi dei membri della Chiesa di Gesù Cristo dei santi degli ultimi giorni provenienti da varie parti d'Europa[senza fonte];
- Castello di Münchenbuchsee, eretto nel 1600-1620[1].

## Società

### Evoluzione demografica
L'evoluzione demografica è riportata nella seguente tabella:
Abitanti censiti

## Infrastrutture e trasporti

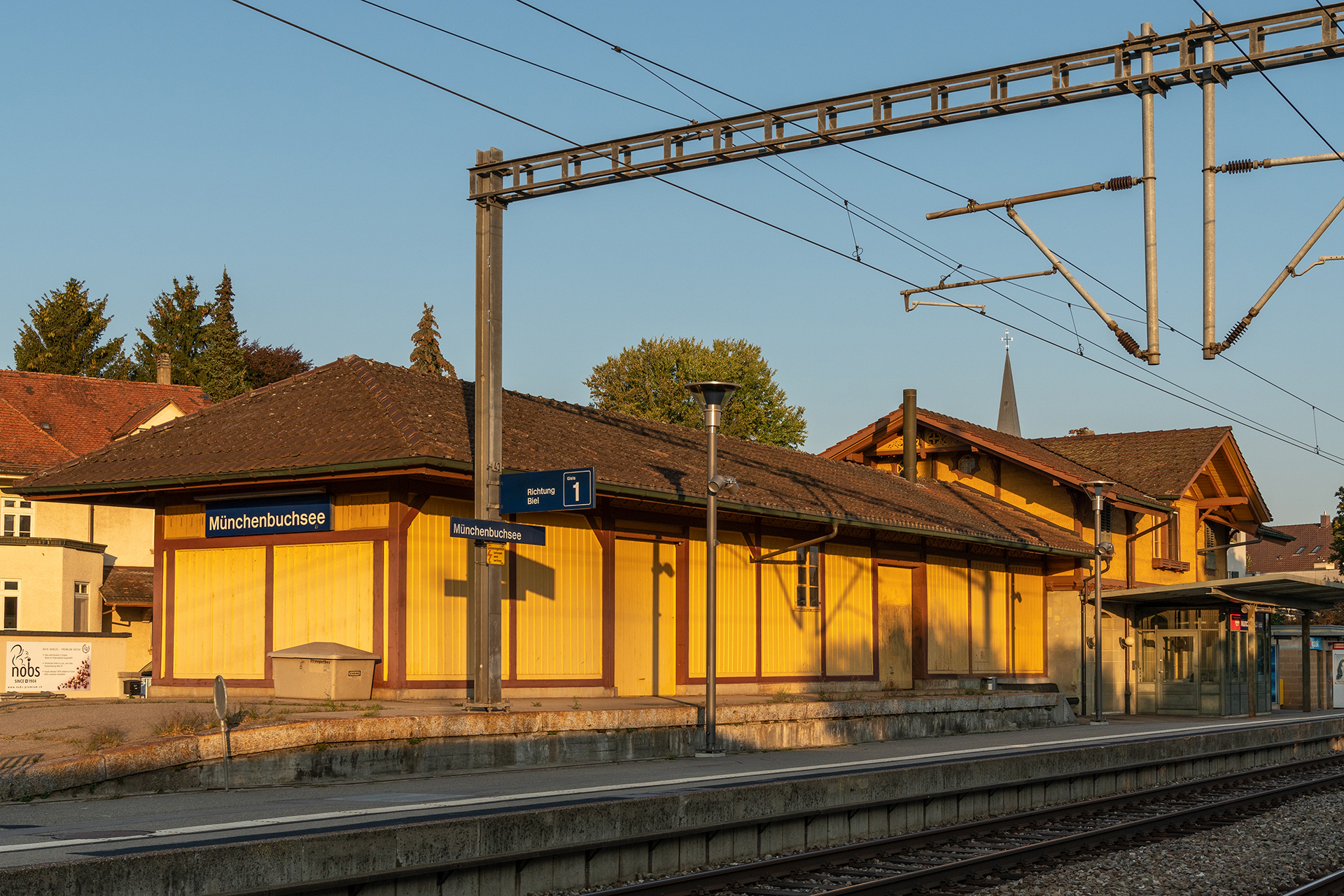
La stazione di Münchenbuchsee

Münchenbuchsee è servito dall'omonima stazione sulla ferrovia Bienne-Berna (linea S31 della rete celere di Berna) e da quella di Münchenbuchsee-Zollikofen sulla ferrovia Berna-Olten.

## Amministrazione
Ogni famiglia originaria del luogo fa parte del cosiddetto comune patriziale e ha la responsabilità della manutenzione di ogni bene ricadente all'interno dei confini del comune.